# Rosso Fiorentino

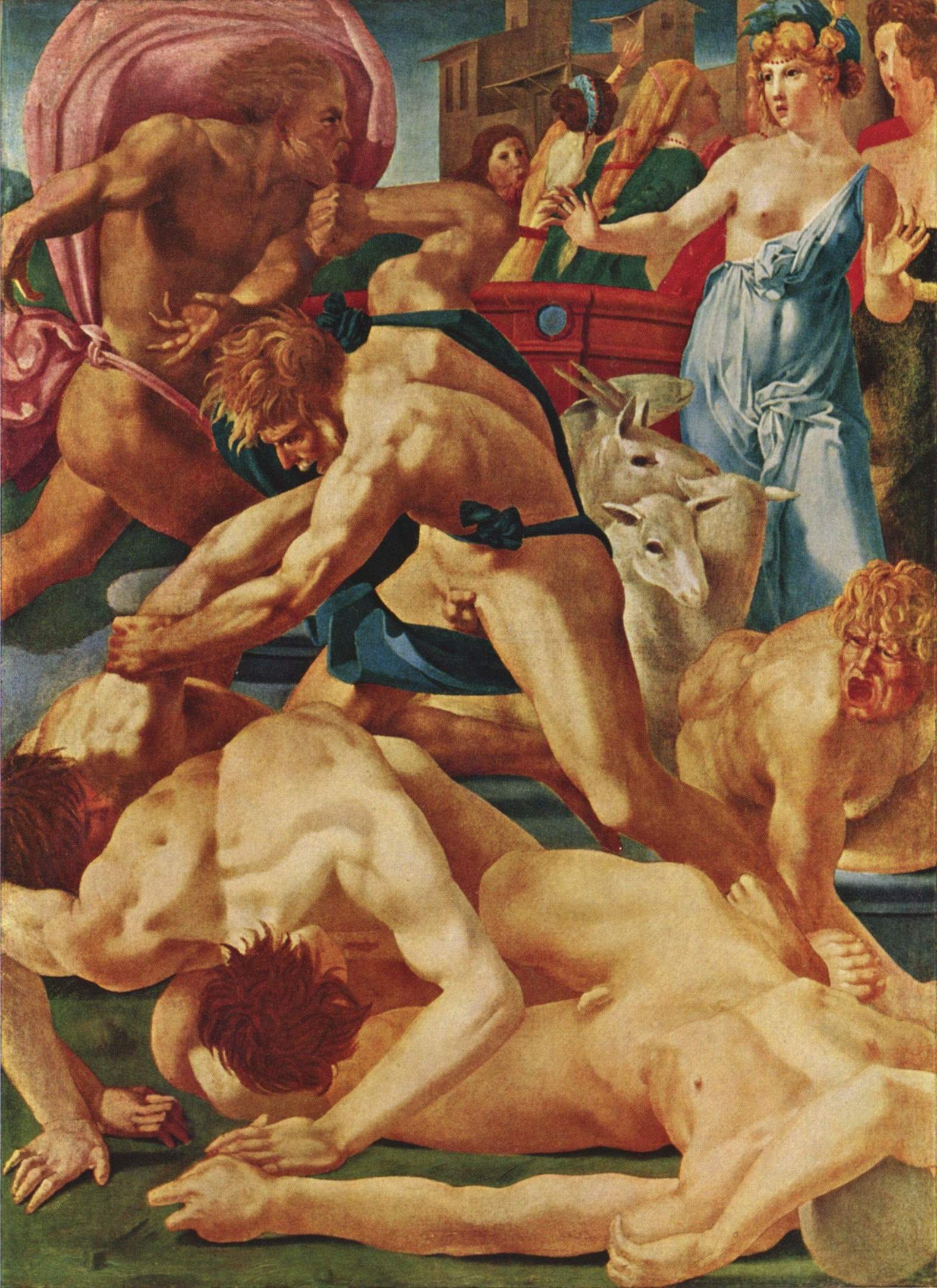
Mozes verdedigt de dochter van Jetro

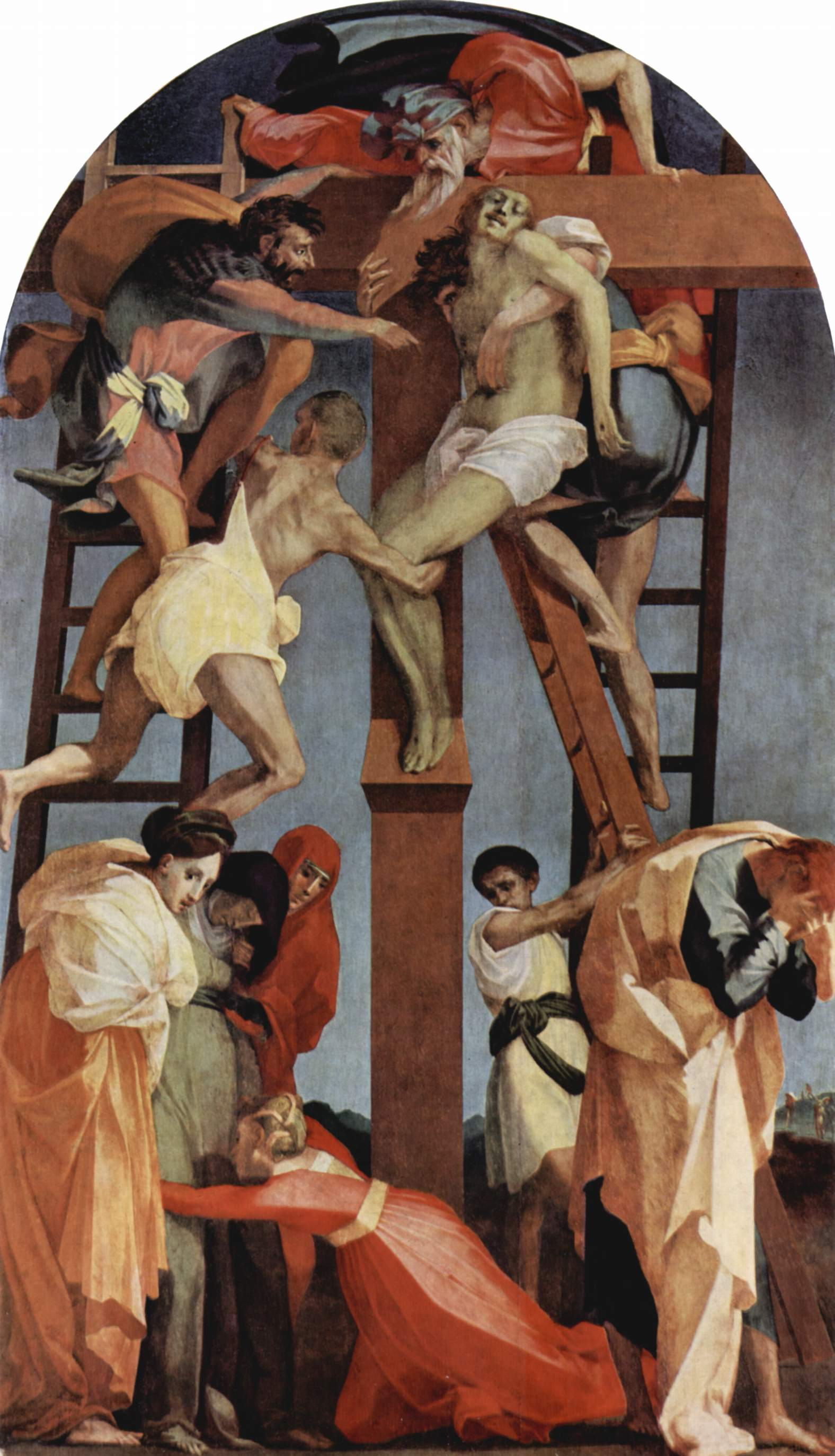
Kruisafname

Rosso Fiorentino of ook wel Il Rosso, geboren als Giovan Battista di Jacopo di Gasparre (Florence, 1494 – Parijs, 1540) was een Italiaanse kunstschilder.
Zijn naam Rosso is een bijnaam die hij kreeg vanwege zijn rode haar. De in Florence geboren schilder trok in 1523 naar Rome. Hij verliet deze stad na de plundering van Rome in 1527 en trok daarna daarna door vele steden om te schilderen. Uiteindelijk belandde hij in Frankrijk, waar hij in 1532 de hofschilder werd van de koning van Frankrijk, Frans I. Rosso werkte samen met zijn landgenoot Francesco Primaticcio in de Franse stad Fontainebleau aan de decoratie van het koninklijke château. Samen werkten zij aan de fresco's en gipspleister-ornamentatie van het château. Eer dit project voltooid was, overleed Rosso. Daarna werd Primaticcio de leider van het project. De dood van Rosso werd door de schilder Giorgio Vasari geduid als zelfmoord, maar dit bleek later niet het geval te zijn geweest.
Samen met Primaticcio stond Rosso aan de wieg van de maniëristische stroming in Fontainebleau. Deze stroming wordt algemeen de School van Fontainebleau genoemd. Maar daarnaast beïnvloedden zij ook de andere artistieke stromingen in zowel Frankrijk als Italië.
In de eerste werken van Rosso Fiorentino, waaronder De tenhemelopneming van Maria (te zien in de Sant'Annunziata, Florence) kan men nog duidelijk de invloeden van Jacopo da Pontormo en Andrea del Sarto zien.
Bekende en belangrijke schilderijen van zijn hand zijn onder meer:
- Madonna met Kind en heilige, 1518
- Musicerende Engel, circa 1522
- Mozes verdedigt de dochter van Jetro, circa 1523
- Leda en de Zwaan, circa 1530.